# Faustino Míguez González
Manuel Míguez González, in religione Faustino dell'Incarnazione (Xamirás, 24 marzo 1831 – Getafe, 8 marzo 1925), è stato un presbitero spagnolo, religioso piarista, fondatore del Pio Istituto Calasanziano; è stato beatificato nel 1998 e canonizzato nel 2017.

## Biografia
Nel 1850 abbracciò la vita religiosa nella casa degli scolopi di San Fernando a Madrid e divenne sacerdote: fu un apprezzato confessore.
Si specializzò in chimica e studiò particolarmente le proprietà medicamentose delle piante: fu docente di scienze naturali in numerosi collegi del suo ordine.
Poiché i piaristi si dedicavano esclusivamente all'educazione della gioventù maschile, nel 1885 Míguez fondò la congregazione delle Figlie della Divina Pastora del Pio Istituto Calasanziano, per l'insegnamento nelle scuole femminili.
Morì quasi novantaquattrenne.

## Il culto
La sua causa di canonizzazione venne introdotta nel 1982: dichiarato venerabile nel 1992, è stato proclamato beato da papa Giovanni Paolo II il 25 ottobre 1998. Papa Francesco lo ha canonizzato il 15 ottobre 2017.
La sua memoria liturgica ricorre l'8 marzo.